# Alessia Filippi
Alessia Filippi (Róma, 1987. augusztus 23. –) olasz úszó.
Eredetileg hátúszó, mostanában azonban a vegyes és a gyorsúszó számokban szerzi az érmeket.
Első aranyérmét a 2006-os Eb-n, 400 méteres vegyesúszásban szerezte.
2008-ban Európa-rekordot úszott 1500 méter gyorson.
Világbajnokságokon eddig egy aranyérmet szerzett, 2009-ben, szintén 1500 méter gyorson.

## Egyéni rekordok
| Szám                | 50 méteres medence (év) | 25 méteres medence (év) |
| ------------------- | ----------------------- | ----------------------- |
| 200 m gyors         | 1:58,42 (2008)          | 1:59,40 (2008)          |
| 400 m gyors         | 4:07,15 (2009)          | 3:59,35 (2008) OR       |
| 800 m gyors         | 8:20,23 (2008) OR       | 8:04,53 (2008) VR       |
| 1500 m gyors        | 15:44,93 (2009) ER      | 16:14,3 (2006)          |
| 100 m hát           | 1:01,52 (2006)          | 1:01,25 (2006)          |
| 200 m hát           | 2:08,44 (2009) OR       | 2:04,55 (2009) OR       |
| 200 m vegyes        | 2:13,08 (2007)          | 2:11,69 (2008)          |
| 400 m vegyes        | 4:34,34 (2008) OR       | 4:26,06 (2008) OR       |
| 4x100 m gyors váltó |                         | 3:39,18 (2006) OR       |
| 4x200 m gyors váltó | 7:49,76 (2008) ER       | 7:50,39 (2006) OR       |
| 4x100 m gyors váltó | 4:04,90 (2008) OR       |                         |

Jelmagyarázat:
- VR – világrekord
- ER – Európa-rekord
- OR – olasz rekord